# Государственный строительный надзор
Государственная инспекция строительного надзора (ГИСН) — государственный исполнительный орган строительного надзора за строительством и реконструкцией объектов.

## Правовая основа и задачи
На основании (статьи 54) Градостроительного кодекса и Постановления Правительства РФ от 01.02.2006 года № 54 «О государственном строительном надзоре в Российской Федерации» — государственный строительный надзор осуществляют уполномоченные инспекции субъектов Российской Федерации. По требованию статьи 9 Государственный строительный надзор осуществляется по согласованию с Минстроем России, Федеральный строительный надзор за особо опасными объектами возложен на Ростехнадзор. 
В соответствии с Постановлением Правительства РФ № 54, задачей государственного строительного надзора является предупреждение, выявление и пресечение нарушений законодательства о градостроительной деятельности и заключается в проверке наличия разрешения на строительство; наличия допуска на выполнение работ; соответствия применяемых строительных материалов, выполнения работ и их результатов установленным требованиям.

## Интересные факты
Государственный надзор за текущим состоянием общественных зданий, сооружений и иных объектов в Российской Федерации не осуществляется. В Постановлении Правительства РФ № 54 и иных правовых актах эти требования отсутствуют.